# Геотехніка
Геотехніка, геотехнічна іженерія — наука про методи та інженерні принципи будівельної діяльності з використанням матеріалів земної кори, метою якої є прийняття раціональних взаємопов'язаних технічних рішень, прийомів та способів будівництва підземних частин будівель та споруд. Геотехніка об'єднує елементи наук про Землю, будівництва і гірничої справи.
Геотехніка як комплексний напрям науки сформувалася після накопичення знань у галузі ґрунтознавства, механіки ґрунтів, основ і фундаментів включно з досягненнями у суміжних геологічних та будівельних дисциплінах.

## Теоретичні основи
Геотехніка теоретично ґрунтується на законах механіки ґрунтів (ущільнення, супротиву зсуву, фільтрації) та закономірностях, що визначають характер деформацій ґрунту (зволоження; динамічних, температурних та інших властивостей у напруженому стані), а також на теорії і практиці фундаментобудівництва та підземного будівництва з урахуванням регіональних особливостей інженерної геології та небезпечних природних та антропогенних геодинамічних процесів.

## Застосування
Геотехнічна інженерія важлива у цивільному будівництві, але також має застосування у військових, гірничих, нафтових та інших інженерних дисциплінах, які стосуються будівництва, що відбувається на поверхні або в землі. Типовими областями застосування є проєкти тунельного будівництва, стабілізація схилів або дослідження ділянок для будівництва.
Геотехнічна інженерія використовує принципи механіки ґрунту та механіки гірських порід для вивчення підземних умов і матеріалів; визначити відповідні фізико-механічні та хімічні властивості цих матеріалів; оцінити стабільність природних схилів і техногенних родовищ ґрунту; оцінювати ризики, пов'язані з умовами території; проєктування земляних і будівельних фундаментів; та контролювати умови будівництва, земляні роботи та фундаментне будівництво.

## Геотехнічні вишукування і проектування
Типовий проєкт геотехнічної інженерії починається з огляду потреб проєкту, щоб визначити необхідні властивості матеріалу. Далі йде дослідження ділянки ґрунту, породи, розподілу пошкоджень і властивостей корінних порід на та нижче території, що становить інтерес, для визначення їхніх інженерних властивостей, включаючи те, як вони будуть взаємодіяти з, на або в запропонованій конструкції. Дослідження ділянки необхідні для того, щоб дістати уявлення про територію, на якій здійснюватиметься інжиніринг. Дослідження можуть включати оцінку ризику для людей, майна та довкілля від природних небезпек, таких як землетруси, зсуви, вибоїни, зрідження ґрунтів, сміття та кам'яні падіння.
Інженер-геотехнік потім визначає та проєктує тип фундаментів, земляних робіт та / або підстилів дорожнього покриття, необхідних для спорудження штучних споруд. Фундаменти спроєктовані та побудовані для споруд різних розмірів, таких як висотні будівлі, мости, середні та великі комерційні будівлі, а також менші споруди.

## Міжнародна спільнота геотехніків
У 1936 р. за ініціативою австрійського вченого К. Терцагі створено Міжнародне товариство механіки ґрунтів і геотехнічної інженерії (ISSMGE), форуми якого відбуваються раз на чотири роки. Українське товариство механіки ґрунтів, геотехніки і фундаментобудування є членом цієї міжнародної спільноти.